# Notre-Dame-en-Vaux

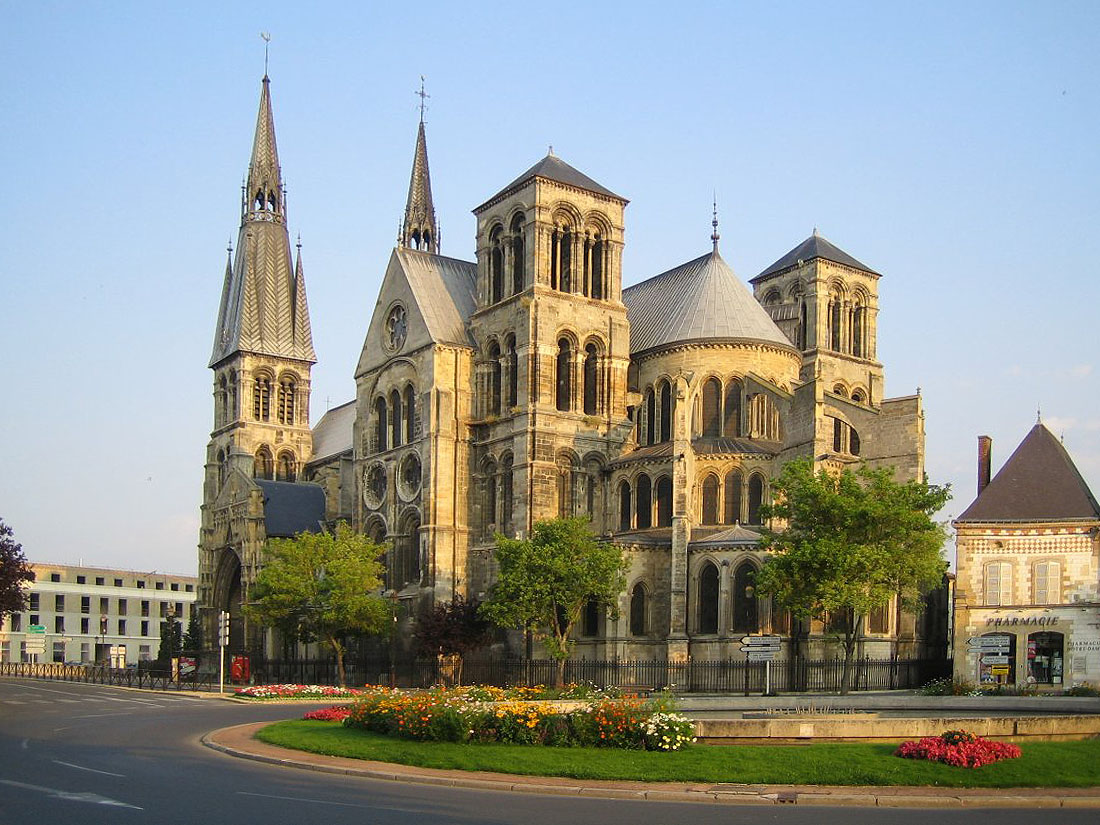
Die Stiftskirche Notre-Dame-en-Vaux in Châlons-en-Champagne

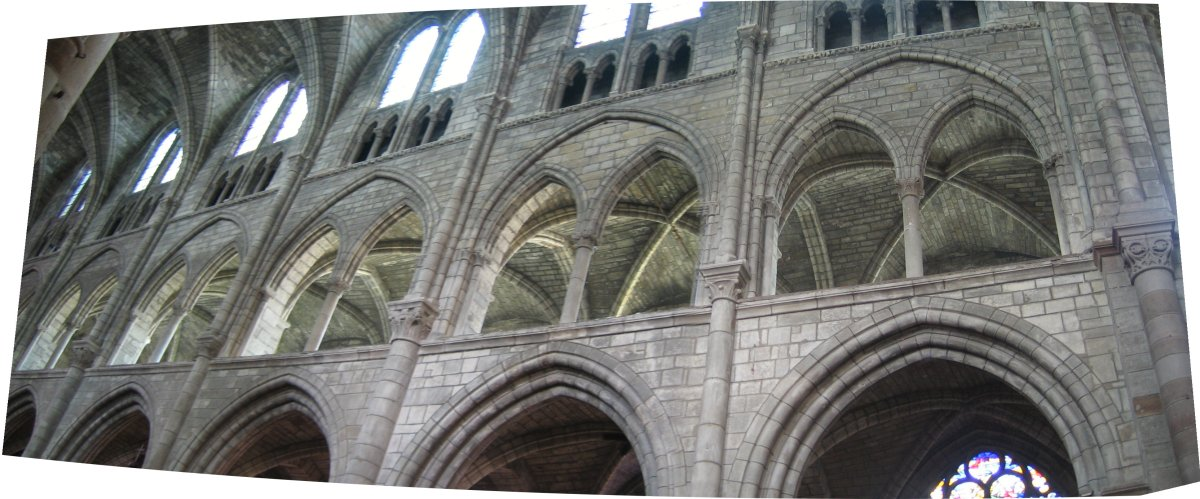
Blick auf die Obergeschosse des Längsschiffes

Die Stiftskirche Notre-Dame-en-Vaux („Unsere Liebe Frau in den Tälern“) ist eine Stifts- und Wallfahrtskirche in der französischen Stadt Châlons-en-Champagne im Département Marne.

## Beschreibung
An der Stelle der heutigen Kirche stand nachweislich mindestens seit dem Jahr 850 ein Vorgängerbau mit dem Namen „Sancta Maria de Vallibus“. Seit Beginn des 12. Jahrhunderts, in einer Phase des wirtschaftlichen Aufschwunges für Châlons, besaß sie ein Stiftskapitel und diente außerdem als Pfarrkirche.
Bezeugt ist, dass die Arbeiten an der neuen Kirche vor 1157 begannen. In diesem Jahr stürzten Teile des Baus ein. Teile des Querschiffes und die beiden östlichen Türme, die den Chor flankieren, blieben stehen. In der folgenden Bauphase entstanden die unteren Teile des Kirchenschiffes, die beiden westlichen Türme und das Portal des südlichen Querschiffs. Bis zu diesem Zeitpunkt wurde in einem romanisch-gotischen Mischstil gebaut. Erst die Bauabschnitte nach 1180 gaben der Kirche ihr gotisches Antlitz. Das Längsschiff wurde aufgestockt und die Balkendecke durch Gewölbe ersetzt, über den Seitenschiffen entstanden Galerien, ebenfalls mit Kreuzrippengewölben, das Querschiff wurde um ein Geschoss erhöht, und der Chor völlig neu gebaut. Den Baumeistern gelang es dabei, trotz der veränderten Bauweise sowohl ein harmonisches Ganzes zu schaffen, als auch die Gewölbe stabil auf Säulen aufzusetzen, die ursprünglich nicht dafür gedacht waren. Im 13. Jahrhundert wurden alle vier Kirchtürme mit hölzernen Turmspitzen versehen, das gotische Südportal wurde 1469 vollendet.
Der Chor, wie Längs- und Querschiffe viergeschossig, wurde zwischen die zwei älteren Türme gebaut. Es fällt auf, dass deren Position nicht symmetrisch ist. Auf der Nordseite reicht der Chorumgang bis zum Querschiff, und der Turm steht außerhalb, südlich unterbricht der Turm den Umgang. Offensichtlich wurden hier alte Fundamente wieder verwendet. An den Umgang sind fünf Apsiskapellen angebaut. Die beiden äußeren sind rechteckig, die drei mittleren polygonal.
Zur Zeit der Französischen Revolution wurden drei der vier hölzernen Turmspitzen abgerissen, das südliche Portal wurde stark beschädigt und große Teile des Figurenschmuckes abgeschlagen. Mitte des 19. Jahrhunderts erhielt zumindest der zweite westliche Turm seine Spitze zurück. 1864 erhielt die Kirche auch ein aus 56 Glocken bestehendes Glockenspiel, damals eines der größten in Europa.
Seit 2008 wird die Pfarrgemeinde von Châlons, zu der die Stiftskirche gehört, durch die Gemeinschaft Sankt Martin seelsorgerisch betreut.

## Bleiglasfenster

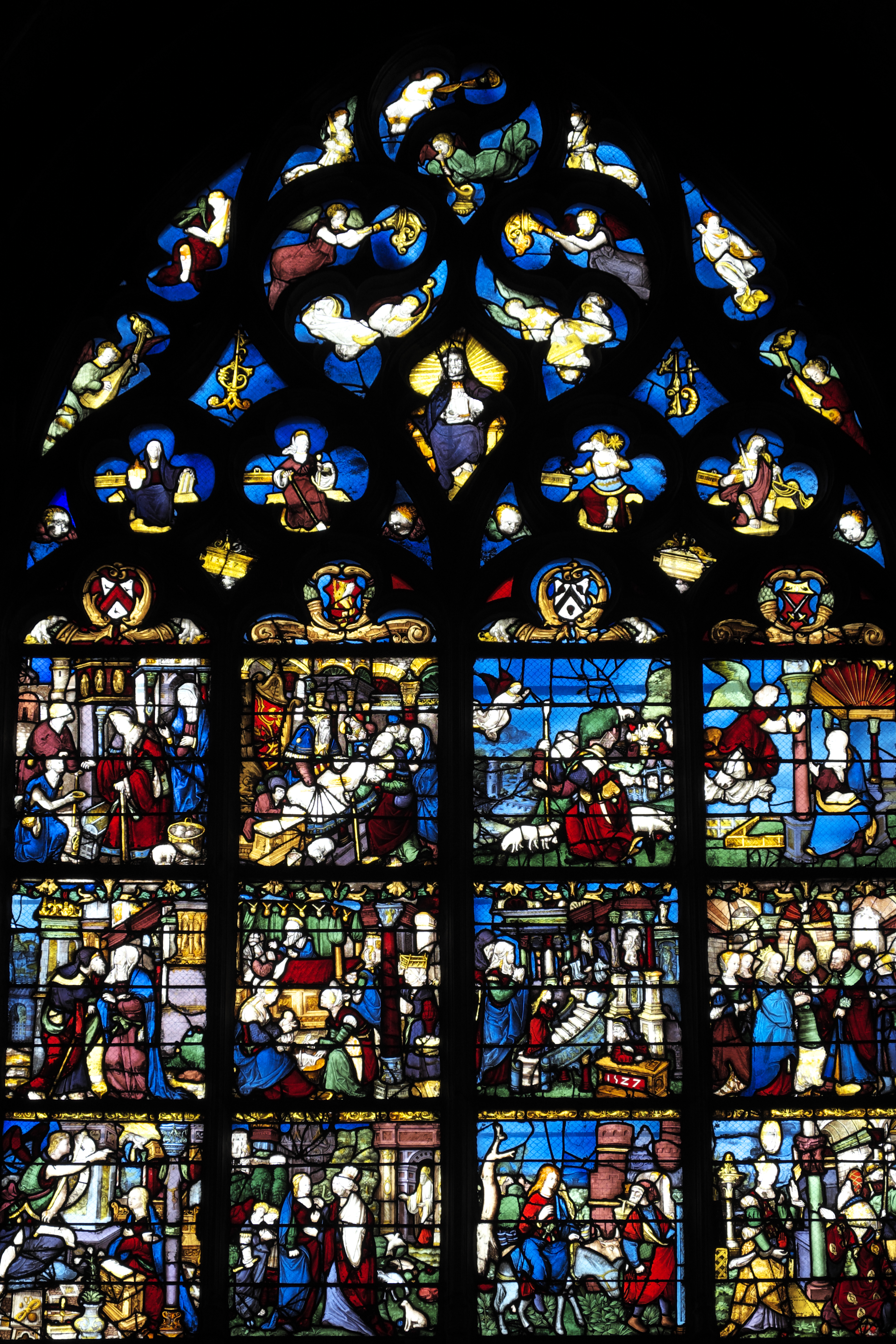
Fenster Leben der Jungfrau

Die ältesten erhaltenen Kirchenfenster im Chor stammen noch aus dem 12. Jahrhundert. Viel bemerkenswerter sind jedoch einige der Fenster in den Seitenschiffen aus dem 16. Jahrhundert. Reiche Gemeindemitglieder stifteten sie in den Jahren 1525 bis 1530. Sie werden dem Glasmaler Mathieu Bléville zugeschrieben und zeigen die Passion Christi, das Leben Marias und das Leben des Apostels Jakobus. Zwei weitere Fenster von Bléville waren ursprünglich für das seit dem 13. Jahrhundert bezeugte Siechenhaus Saint-Jacques von der Bruderschaft der Jakobspilger gestiftet worden. Sie wurden 1678 von Küstern der Kirche Notre-Dame erworben und ebenfalls in Seitenkapellen eingebaut. Diesem Umstand verdankt die Kirche ihre 1998 erfolgte Auszeichnung als Teil des Weltkulturerbes der UNESCO „Jakobsweg in Frankreich“.
Siehe auch die Beschreibung folgender Fenster:
- Schlacht von Clavijo
- Verherrlichung der Jungfrau
- Leben der Jungfrau
- Geburt Jesu
- Kreuzabnahme

## Kreuzgang
Auf der Nordseite der Kirche hatten die Stiftsherren im 12. Jahrhundert einen Kreuzgang errichtet. Er war mit einem einzigartigen Schmuck versehen: Säulen wurden als Heiligenfiguren gestaltet, die Kapitelle zeigen ganze biblische Szenen. Zwischen 1759 und 1766 wurde der Kreuzgang, als veraltet erachtet, abgerissen. Erst in den 1960er Jahren wurden Teile der Skulpturen im Rahmen einer archäologischen Grabung wiedergefunden. Sie werden seit 1978 in einem eigenen Museum ausgestellt.

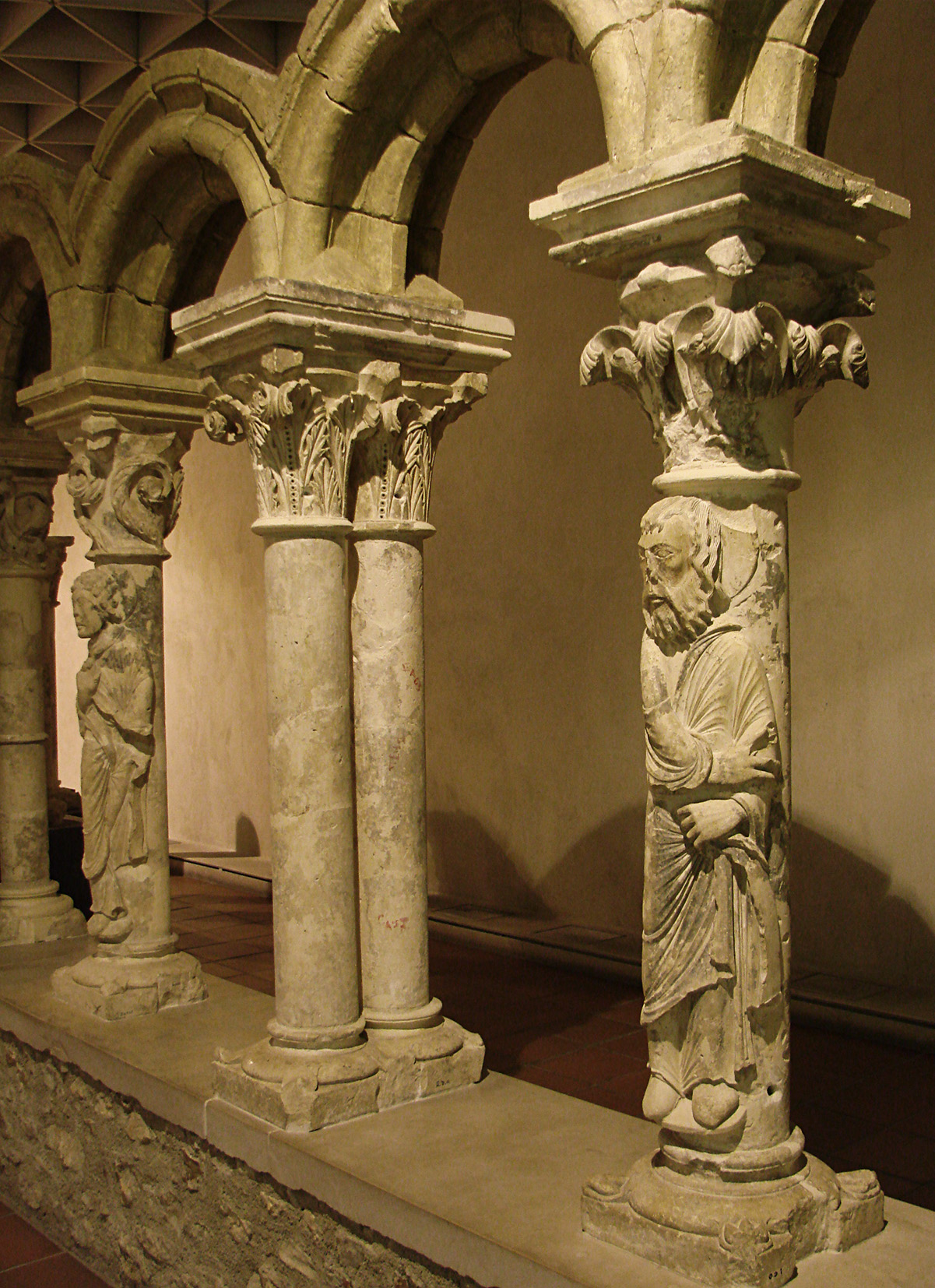
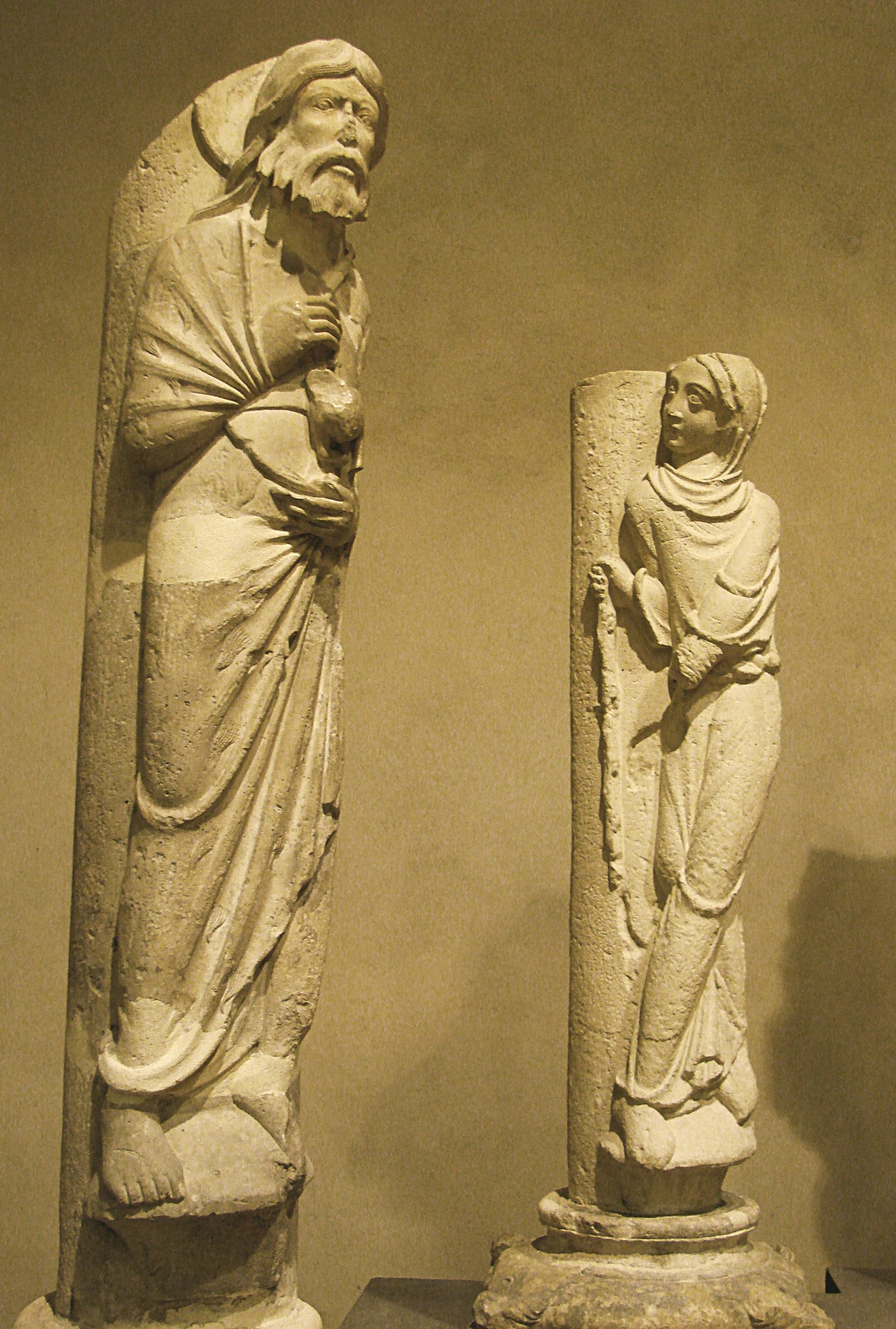
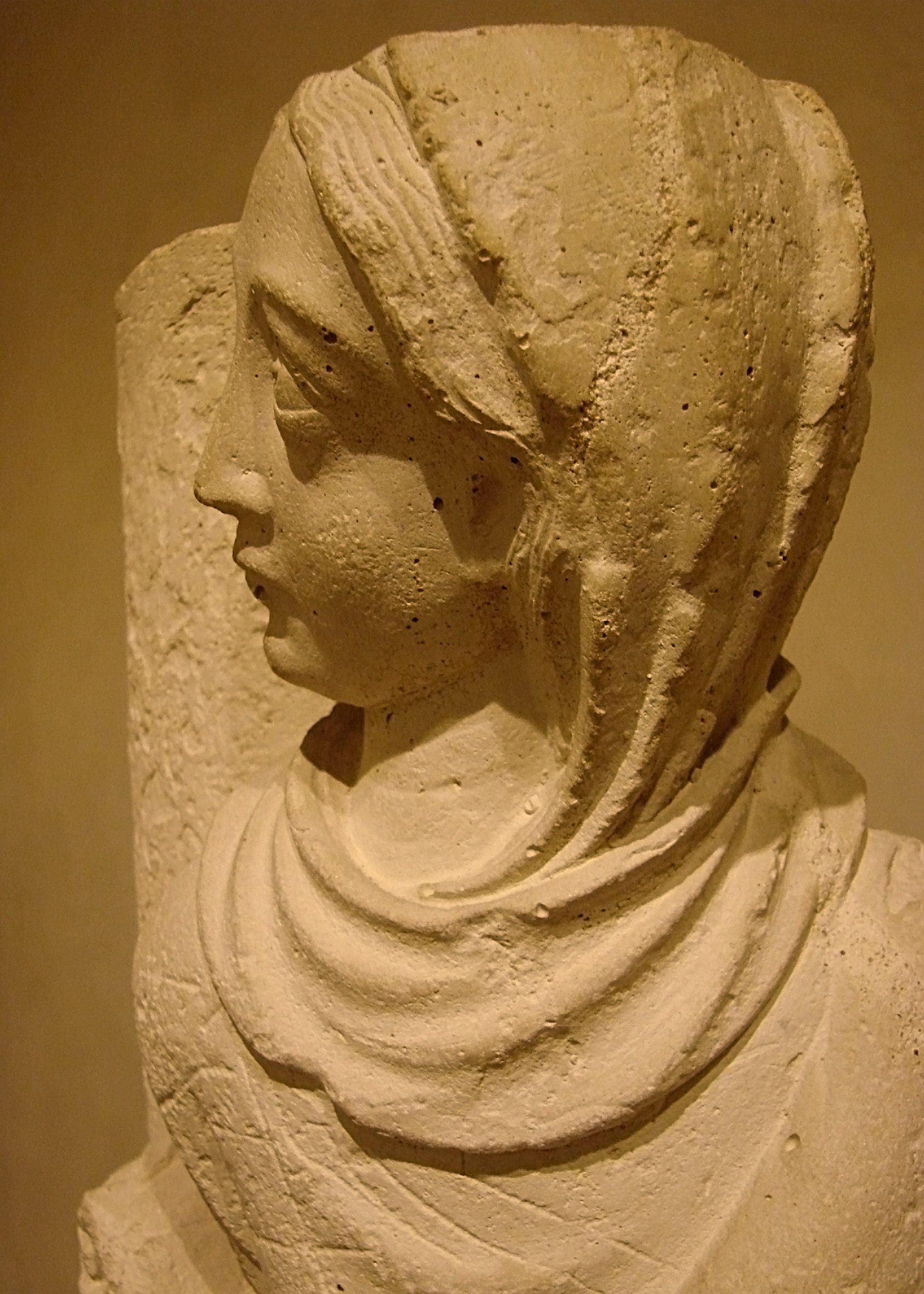
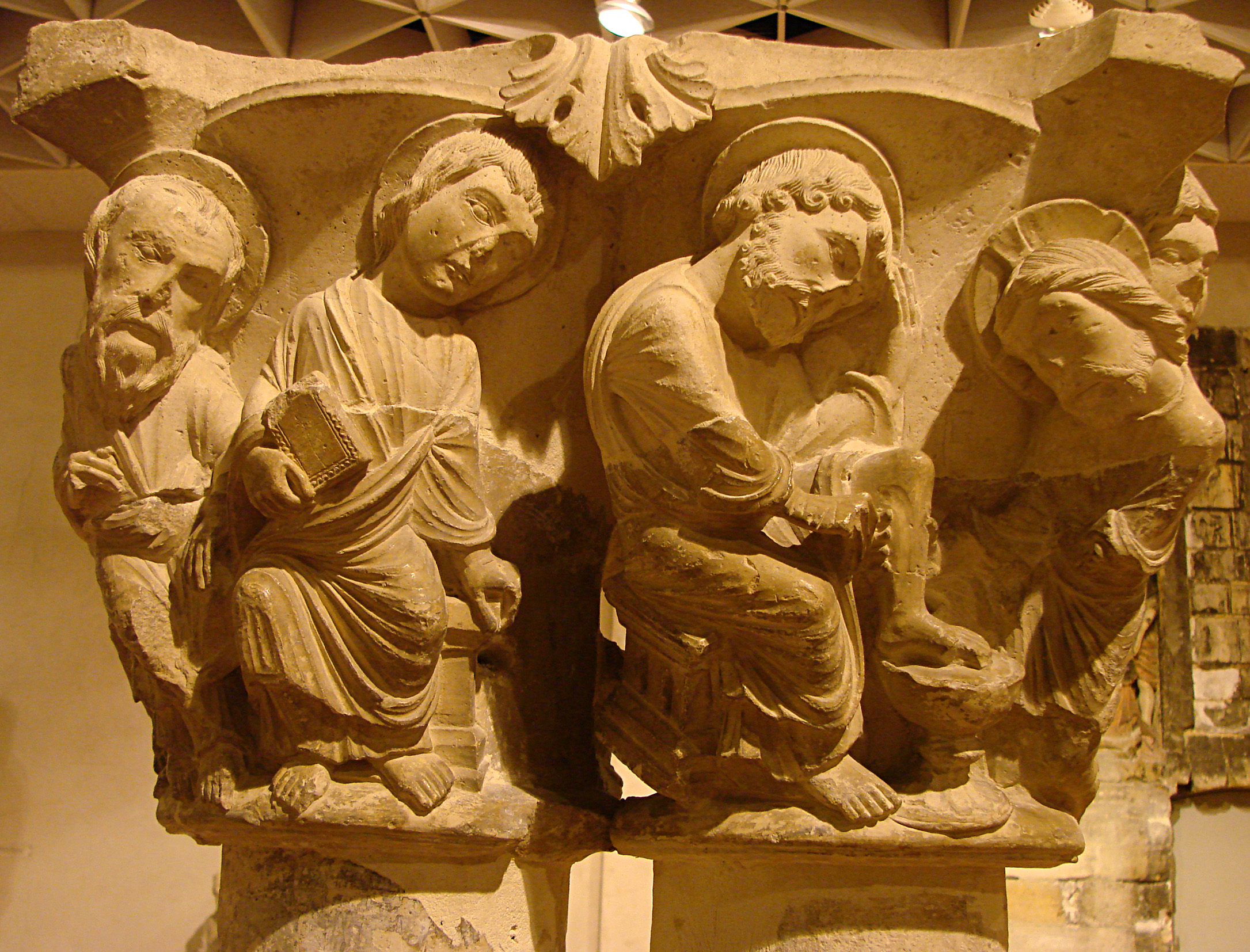